# Paruline des Caïmans
Setophaga vitellina
Espèce
Statut de conservation UICN

 NT  : Quasi menacé
La Paruline des Caïmans (Setophaga vitellina, anciennement Dendroica vitellina) est une espèce de passereaux appartenant à la famille des Parulidae.

## Distribution

Distribution

Cette espèce est endémique des îles Caïmans et des îles Swan.

## Liste des sous-espèces
D'après Alan P. Peterson, il existe trois sous-espèces :
- Setophaga vitellina crawfordi Nicoll, 1904  de Cayman Brac et Little Cayman
- Setophaga vitellina nelsoni Bangs, 1919 des îles Swan
- Setophaga vitellina vitellina Cory, 1886 de Grand Cayman

## Publication originale
- Cory, 1886 : Descriptions of thirteen new species of birds from the island of Grand Cayman. Auk, vol. 3, n. 4, p. 497-501 (texte intégral).